# Henio Żytomirski
Henio Żytomirski (he. הניו ז'יטומירסקי), né à Lublin le 25 mars 1933 et mort le 9 novembre 1942, est un garçon juif polonais tué dans la chambre à gaz du camp de concentration de Majdanek. Il est l'un des symboles de la Shoah en Pologne.

## Famille
Les faits connus de l'histoire de la famille Żytomirski sont très fragmentaires. Le grand-père d'Henio, Froïm Żytomirski, vient de Medjybij (Ukraine) et sa femme Chaya (Mełamed) vient de Riga (Lettonie). Ils se sont connus à la fin du XIXe siècle à Varsovie où Froïm s'engage dans la communauté juive. Après la Première Guerre mondiale, dans les années 1920, le couple déménage à Lublin avec ses enfants. La famille de Chaya reste à Varsovie et la sœur de Froïm, Lena, émigre aux États-Unis. Froïm Żytomirski tient un magasin de papeterie à Lublin.
Son fils Szmuel se marie avec Sara Oxman et suit des études pour devenir enseignant. Il est adepte d'un nouveau mouvement dans l'enseignement juif - Tarbut (des écoles laïques organisées sur le modèle des écoles polonaises de l'époque mais spécialisées dans l'hébreu). Szmuel est d'abord professeur dans une école juive à Varsovie, puis il ouvre une école primaire à Bychawa, tout en continuant à travailler à Lublin. Szmuel enseigne l'histoire et la littérature tandis que Sara tient le magasin. En 1933 naît leur fils Henio.
La fille de Froïm, Sonia, se marie avec Józef Kornberg et ils déménagent à Kazimierz Dolny. En 1936 naît leur fils Abraham. Deux filles de Froïm, Esther et Rachela, restent célibataires.
Comme son père Froïm et son frère Szmuel, Léon Żytomirski est un adepte du sionisme. En 1937, il émigre en Palestine. Là, il se marie probablement avec Chana (Hochberg). La famille Żytomirski planifie aussi l'émigration mais n'y réussit pas à cause de l'occupation de la Pologne. Léon Żytomirski est le seul membre de la famille à avoir survécu à la guerre.

Les détails de la vie d'Henio Żytomirski sont connus grâce à la fille de Leon, Neta Żytomirska-Avidar, une peintre de Netanya. En 2001, elle est allée à Lublin avec certaines lettres et photos que la famille Żytomirski avait envoyées à Léon en Palestine. À Lublin, elle a visité le centre local « Brama Grodzka – Teatr NN » dont l'une des occupations est la commémoration du passé juif de la ville. Après cette visite, Neta a décidé d'envoyer le reste des documents familiaux à Lublin.
|        |        |        |        |        |        |       |       |              |              |              |              |              |              |  |  |       |       |       |       |         |         |         |         |                |                | Froim Żytomirski | Froim Żytomirski | Froim Żytomirski | Froim Żytomirski | Froim Żytomirski | Froim Żytomirski |        |        |        |        |        |        | Chaya (Mełamed) | Chaya (Mełamed) | Chaya (Mełamed) | Chaya (Mełamed) | Chaya (Mełamed) | Chaya (Mełamed) |               |               |       |       |                  |                  |                  |                  |                  |                  |        |        |         |         |         |         |         |         |  |  |
|        |        |        |        |        |        |       |       |              |              |              |              |              |              |  |  |       |       |       |       |         |         |         |         |                |                | Froim Żytomirski | Froim Żytomirski | Froim Żytomirski | Froim Żytomirski | Froim Żytomirski | Froim Żytomirski |        |        |        |        |        |        | Chaya (Mełamed) | Chaya (Mełamed) | Chaya (Mełamed) | Chaya (Mełamed) | Chaya (Mełamed) | Chaya (Mełamed) |               |               |       |       |                  |                  |                  |                  |                  |                  |        |        |         |         |         |         |         |         |  |  |
|        |        |        |        |        |        |       |       |              |              |              |              |              |              |  |  |       |       |       |       |         |         |         |         |                |                |                  |                  |                  |                  |                  |                  |        |        |        |        |        |        |                 |                 |                 |                 |                 |                 |               |               |       |       |                  |                  |                  |                  |                  |                  |        |        |         |         |         |         |         |         |  |  |
|        |        |        |        |        |        |       |       |              |              |              |              |              |              |  |  |       |       |       |       |         |         |         |         |                |                |                  |                  |                  |                  |                  |                  |        |        |        |        |        |        |                 |                 |                 |                 |                 |                 |               |               |       |       |                  |                  |                  |                  |                  |                  |        |        |         |         |         |         |         |         |  |  |
| Szmuel | Szmuel | Szmuel | Szmuel | Szmuel | Szmuel |       |       | Sara (Oxman) | Sara (Oxman) | Sara (Oxman) | Sara (Oxman) | Sara (Oxman) | Sara (Oxman) |  |  | Sonia | Sonia | Sonia | Sonia | Sonia   | Sonia   |         |         | Józef Kornberg | Józef Kornberg | Józef Kornberg   | Józef Kornberg   | Józef Kornberg   | Józef Kornberg   |                  |                  | Esther | Esther | Esther | Esther | Esther | Esther |                 |                 | Leon            | Leon            | Leon            | Leon            | Leon          | Leon          |       |       | Chana (Hochberg) | Chana (Hochberg) | Chana (Hochberg) | Chana (Hochberg) | Chana (Hochberg) | Chana (Hochberg) |        |        | Rachela | Rachela | Rachela | Rachela | Rachela | Rachela |  |  |
| Szmuel | Szmuel | Szmuel | Szmuel | Szmuel | Szmuel |       |       | Sara (Oxman) | Sara (Oxman) | Sara (Oxman) | Sara (Oxman) | Sara (Oxman) | Sara (Oxman) |  |  | Sonia | Sonia | Sonia | Sonia | Sonia   | Sonia   |         |         | Józef Kornberg | Józef Kornberg | Józef Kornberg   | Józef Kornberg   | Józef Kornberg   | Józef Kornberg   |                  |                  | Esther | Esther | Esther | Esther | Esther | Esther |                 |                 | Leon            | Leon            | Leon            | Leon            | Leon          | Leon          |       |       | Chana (Hochberg) | Chana (Hochberg) | Chana (Hochberg) | Chana (Hochberg) | Chana (Hochberg) | Chana (Hochberg) |        |        | Rachela | Rachela | Rachela | Rachela | Rachela | Rachela |  |  |
|        |        |        |        |        |        |       |       |              |              |              |              |              |              |  |  |       |       |       |       |         |         |         |         |                |                |                  |                  |                  |                  |                  |                  |        |        |        |        |        |        |                 |                 |                 |                 |                 |                 |               |               |       |       |                  |                  |                  |                  |                  |                  |        |        |         |         |         |         |         |         |  |  |
|        |        |        |        |        |        |       |       |              |              |              |              |              |              |  |  |       |       |       |       |         |         |         |         |                |                |                  |                  |                  |                  |                  |                  |        |        |        |        |        |        |                 |                 |                 |                 |                 |                 |               |               |       |       |                  |                  |                  |                  |                  |                  |        |        |         |         |         |         |         |         |  |  |
|        |        |        |        | Henio  | Henio  | Henio | Henio | Henio        | Henio        |              |              |              |              |  |  |       |       |       |       | Abraham | Abraham | Abraham | Abraham | Abraham        | Abraham        |                  |                  |                  |                  |                  |                  | Neta   | Neta   | Neta   | Neta   | Neta   | Neta   |                 |                 | Nachum Avidar   | Nachum Avidar   | Nachum Avidar   | Nachum Avidar   | Nachum Avidar | Nachum Avidar |       |       | Jakob            | Jakob            | Jakob            | Jakob            | Jakob            | Jakob            |        |        | Erela   | Erela   | Erela   | Erela   | Erela   | Erela   |  |  |
|        |        |        |        | Henio  | Henio  | Henio | Henio | Henio        | Henio        |              |              |              |              |  |  |       |       |       |       | Abraham | Abraham | Abraham | Abraham | Abraham        | Abraham        |                  |                  |                  |                  |                  |                  | Neta   | Neta   | Neta   | Neta   | Neta   | Neta   |                 |                 | Nachum Avidar   | Nachum Avidar   | Nachum Avidar   | Nachum Avidar   | Nachum Avidar | Nachum Avidar |       |       | Jakob            | Jakob            | Jakob            | Jakob            | Jakob            | Jakob            |        |        | Erela   | Erela   | Erela   | Erela   | Erela   | Erela   |  |  |
|        |        |        |        |        |        |       |       |              |              |              |              |              |              |  |  |       |       |       |       |         |         |         |         |                |                |                  |                  |                  |                  |                  |                  |        |        |        |        |        |        |                 |                 |                 |                 |                 |                 |               |               |       |       |                  |                  |                  |                  |                  |                  |        |        |         |         |         |         |         |         |  |  |
|        |        |        |        |        |        |       |       |              |              |              |              |              |              |  |  |       |       |       |       |         |         |         |         |                |                |                  |                  |                  |                  |                  |                  |        |        |        |        |        |        |                 |                 |                 |                 |                 |                 |               |               |       |       |                  |                  |                  |                  |                  |                  |        |        |         |         |         |         |         |         |  |  |
|        |        |        |        |        |        |       |       |              |              |              |              |              |              |  |  |       |       |       |       |         |         |         |         |                |                |                  |                  | Yuwal            | Yuwal            | Yuwal            | Yuwal            | Yuwal  | Yuwal  |        |        | Szmuel | Szmuel | Szmuel          | Szmuel          | Szmuel          | Szmuel          |                 |                 | Jakob         | Jakob         | Jakob | Jakob | Jakob            | Jakob            |                  |                  | Dganit           | Dganit           | Dganit | Dganit | Dganit  | Dganit  |         |         |         |         |  |  |

## Vie d'Henio

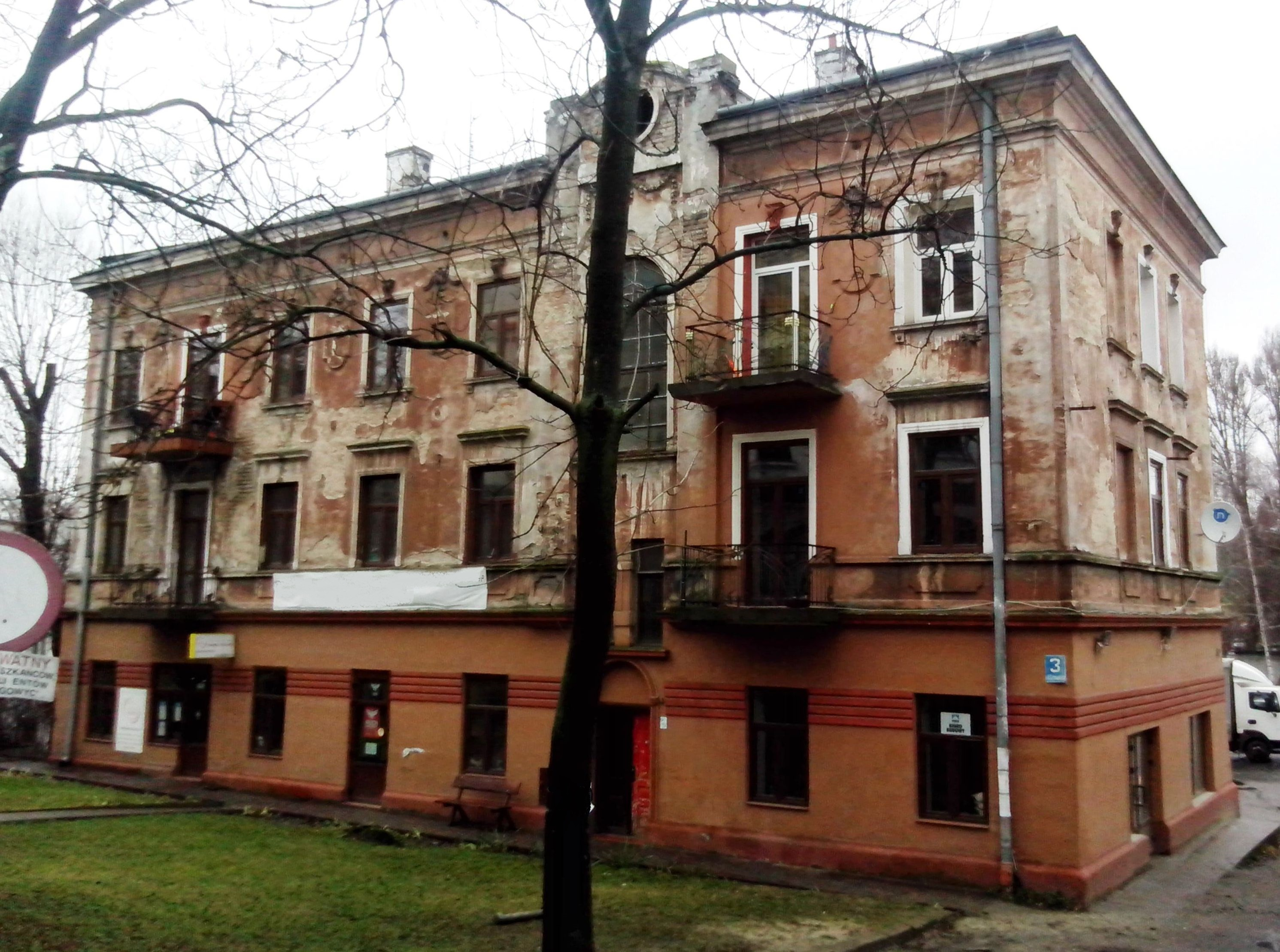
Rue Szewska 3, la maison de la famille Żytomirski jusqu'à 1941.

Henio Żytomirski est né le 25 mars 1933 à Lublin. Il est l'enfant unique dans la famille. En septembre 1937, il va à l'école maternelle. En 1938, il passe ses vacances d'été à Rudy (powiat de Puławy, Pologne). Sa cousine le décrit comme un enfant actif et vif. Les photos reproduisent presque chaque année de la vie d'Henio jusqu'à 6 ans. Sa dernière photo est prise le 5 juillet 1939 sur les marches d'une banque à Lublin. Sur la photo, Henio, portant un polo blanc, un short tartan et des chaussettes à rayures, sourit timidement à la caméra.
En été de 1939, il apprend à faire du vélo et se prépare pour l'école qui commence en septembre. Le père d'Henio veut qu'il apprenne l'hébreu afin d'émigrer en Palestine. Cependant, la Seconde Guerre mondiale commence.

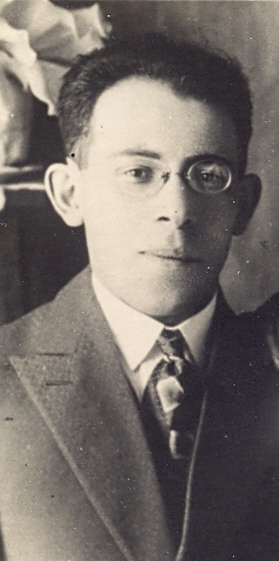
Shmuel Zytomirski, le futur père d'Henio, vers 1916.

Après le début de la guerre, Shmuel va à Lviv pour obtenir le permis de quitter le pays. N'ayant pas réussi, il retourne à Lublin. Le 24 mars 1941, il est ordonné à la famille de quitter son appartement au numéro 3 de la rue Szewska et de s'établir dans le ghetto de Lublin à leur nouvelle adresse - rue Kowalska 11. Shmuel travaille au Judenrat et devient le premier directeur du bureau de poste du ghetto. Les tantes d'Henio, Rachela et Esther, travaillent dans le ghetto tandis que sa mère travaille à la maison. Son grand-père tient le magasin jusqu'à sa mort du typhus le 10 novembre 1941. Son dernier souhait est d'être enterré près de la porte du cimetière pour être le premier à voir Lublin libéré. Pourtant, sa tombe est détruite en 1943 au cours de la liquidation du cimetière.
Vers le 16 avril 1942, toutes les femmes de la famille sont transférées au camp de Belzec dans le cadre de l'opération Reinhard. Elles sont probablement tuées dans les chambres à gaz peu après leur arrivée. Henio et son père sont transférés au ghetto à Majdan Tatarski.
La date où la dernière lettre de Szmuel Żytomirski qui mentionne Henio est écrite est inconnue. Le cachet postal du siège genevois de la Croix-Rouge est daté du 8 janvier 1943, :

« Cher Léon ! J'ai reçu les félicitations et suis très touché. Notre père est mort le 10 novembre 1941. Je suis avec Henio. Dis bonjour à Chana et toute ma famille pour moi. Samuel »

Après la liquidation du ghetto à Majdan Tatarski le 9 novembre 1942, les prisonniers sont déportés au camp de Majdanek. Le même jour, Henio est probablement assassiné, à 9 ans, dans la chambre à gaz avec les autres enfants et les personnes âgées.
Son père est déporté au camp à Wieniawa (aujourd'hui un quartier de Lublin) pour construire un stade sur le lieu du cimetière juif détruit. Dans sa dernière lettre à la famille envoyée le 19 mars 1943, Szmuel n'écrit que sur lui-même puisque les autres membres de la famille sont déjà morts. Les détails sur la mort de Szmuel restent inconnus mais il n'a pas survécu à la guerre. Il est fort probable qu'il ait été fusillé dans le cadre de l'opération Erntefest.

## Commémoration

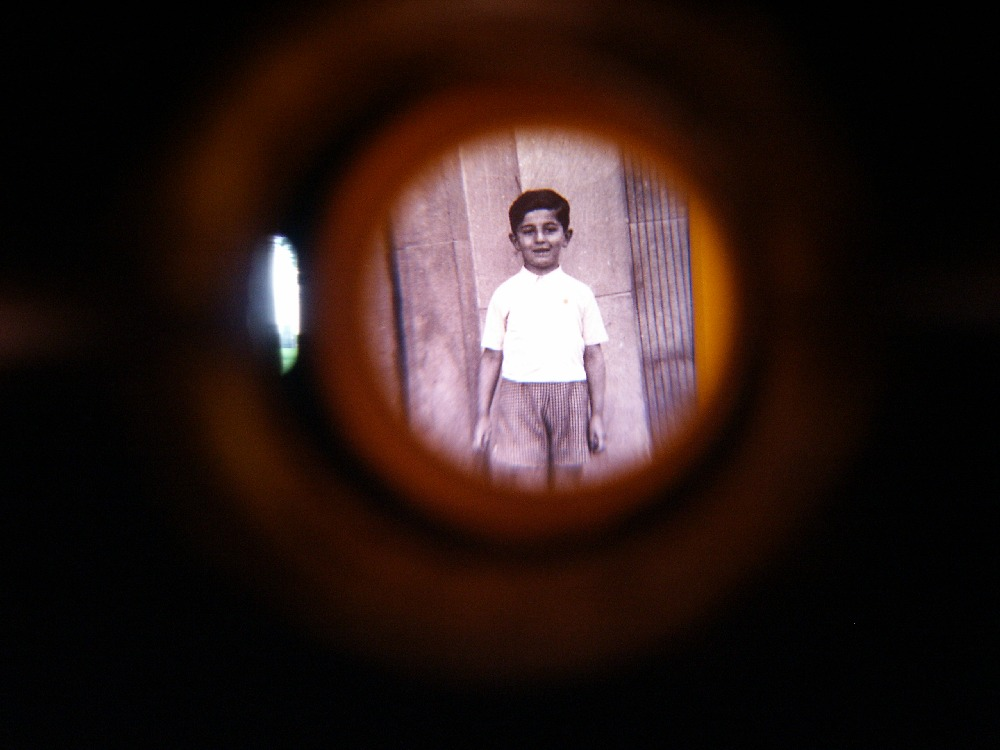
Une diapositive montrant Henio à l'exposition Elementarz.

Henio  Żytomirski est aujourd'hui l'un des symboles de la Shoah en Pologne,.
Grâce à la reconstruction des détails de la vie et de la mort d'Henio, le centre « Brama Grodzka – Teatr NN » a notamment élaboré plusieurs projets visant à la commémoration de sa vie.

### Listy do Henia
Le projet « Listy do Henia » (en français : Lettres à Henio) est la suite d'un autre projet de « Brama » - « Listy do getta » (fr. Lettres au ghetto). Depuis 2001, chacun peut envoyer des lettres à des adresses aléatoires du ghetto de Lublin, détruit par les nazis en 1942. La poste retourne ces lettres aux envoyeurs avec une marque « Destinataire Inconnu ». En 2002, Henio devient l'un des destinataires des lettres et ensuite - le destinataire principal : « Il est impossible de se souvenir de 40 000 victimes de la Shoah. Souvenons-nous au moins d'une. »
Depuis 2005, chaque année, le 19 avril, la reproduction de la dernière photo d'Henio est installée à l'entrée de la banque Pekao (Krakowskie Przedmieście 64), l'endroit où sa dernière photo a été prise. Au même endroit est mise en place une boîte aux lettres pour envoyer des lettres à Henio. Avant cet événement, les élèves de Lublin suivent une leçon sur la Shoah expliquée à travers la vie d'un enfant particulier.
La date de cet événement est la « Journée nationale du souvenir des victimes de la Shoah et de prévention des crimes contre l'humanité en Pologne ».

### Elementarz
« Elementarz » (en français : Abécédaire) est une partie du programme de l'Union européenne « Camps de concentration nazis dans la mémoire historique ». L'exposition a été créée en 2003 dans la baraque n° 53 et est dédiée à quatre enfants qui se trouvaient dans le camp : deux Juifs, Henryk Żytomirski et Halina Grynsztejn, une Polonaise, Janina Buczek, et un Biélorusse, Piotr Kiriszczenko. La baraque est divisée en deux parties : « le monde de l'école et de l'abécédaire » et « le monde du camp ». L'exposition illustre le destin des enfants qui ont été forcés de quitter leur monde simple et naïf de l'abécédaire et d'entrer dans le monde du camp de concentration. Pour le moment, l'exposition ne fonctionne pas.

### Albums photos
Par la suite, deux albums photos en ligne ont été créés. L'un est dédié à Henio et l'autre à sa famille. Ils comptent peu de photographies mais ont une grande valeur historique et donnent des informations sur la vie des Juifs de Lublin d'avant-guerre. Ces albums montrent aussi la profonde affection régnant dans la famille Żytomirski (la promenade de Froïm et son petit-fils, les adieux avec Léon avant son départ en Palestine, les fêtes de famille etc.). Les albums sont accompagnés d’une brochure en papier, « Henio. Historia jednego życia » (en français : Henio. L'histoire d'une vie). Selon Ewa Stańczyk, elle ressemble aux Memorbuchs (des livres entretenant la mémoire des martyrs ashkénazes) bien que la brochure n'ait pas été écrite par des Juifs.

### Page Facebook
Le 18 août 2009, Piotr Brożek, un employé du centre « Brama Grodzka – Teatr NN », a créé une page Facebook pour Henio, postant des photos et des notes à son nom. Ayant rassemblé beaucoup d'informations sur Henio, comme les photos et les lettres que la famille Żytomirski avait envoyées en Palestine, le centre pouvait supposer ce que le garçon pourrait écrire. « Henio » postait ainsi des textes simples sur sa vie quotidienne : 

« J'ai sept ans. J'ai une mère et un père. J'ai aussi mon lieu préféré. Tout le monde n'a pas une mère et un père, mais chacun a un lieu préféré. Aujourd'hui, j'ai décidé de ne jamais quitter Lublin. Je resterai là pour toujours. En mon lieu préféré. Avec ma mère et mon père. À Lublin. »

Des débats sont apparus quant à l'aspect éthique de messages écrits au nom d'un enfant tué. Adam Kopciowski, notamment, historien de Lublin, a dénoncé cette forme de commémoration. La cousine d'Henio, Neta Avidar, a pourtant écrit sur sa page Facebook : 

« Nous essayons de reconstruire sa vie dans le ghetto sur la base des témoignages des survivants, des documents, de la connaissance de l'histoire de Lublin pendant l'occupation nazie. De tout cela, nous essayons de deviner ce qui aurait pu être son témoignage. Henio est aussi une figure représentative, une figure symbolique, une icône. Sa figure représente la destruction de l'ancienne communauté juive de Lublin . »

La page Facebook d'Henio est un exemple d'usage des réseaux sociaux pour l'éducation, et a été suivie par 5 000 membres de Facebook, le plus grand nombre d'amis possible sur ce site. Cependant, en 2010, la page a été supprimée pour violation des règles de Facebook.

### Bande dessinée
En 2012, 70 ans après la liquidation du ghetto de Lublin, l'histoire d'Henio devient le sujet d'une BD noir et blanc, « Spacer » (en français : « La Promenade »). Ce format a été choisi pour atteindre le groupe cible : les enfants. Dans la BD, Henio se promène dans la ville avec son père. Szmuel veut récupérer l'uniforme scolaire chez le tailleur tandis qu'Henio veut manger une glace. Ils parlent du futur départ en Palestine en rencontrant leurs connaissances. Cette histoire n'évoque pas la tragédie qui les attend. À la fin du livre, figurent la dernière photographie d'Henio et une note : 

« Le lieu sur la photo à la page précédente est situé au centre de Lublin. Il ne se distingue pas par quelque chose de spécial et n'attire pas d'attention. C'est là qu'en juillet 1939, le père d'un petit garçon juif, Henio Żytomirski, a pris une photo de lui. La photo a survécu. Henio est mort pendant l'occupation. »